# Геодезическая улица (Новосибирск)
Геодези́ческая улица — улица в Ленинском районе Новосибирска. Начинается от улицы Котовского, пересекает улицу Блюхера, проспект Карла Маркса и заканчивается, образуя перекрёсток с улицами Лыщинского и Новогодней. Большую часть улицы между проспектом Карла Маркса и Новогодней улицей занимает расположенный по центру бульвар.

## Достопримечательности
Стела Василия Шукшина — стела в честь знаменитого писателя, актёра и режиссёра Василия Макаровича Шукшина. Установлена в 2007 году возле перекрёстка улиц Геодезической, Новогодней и Лыщинского. Скульптор — Алексей Дьяков.

## Строительство здания с историческими фасадами
На улице ведётся строительство здания с тринадцатью фасадами в архитектурном стиле североевропейских средневековых городов (таких как Брюгге или Амстердам). Фасады разделены атриумом под стеклянной оболочкой. Внутри здания будут находиться торговые залы. Перед задним фасадом здания планируется пешеходная галерея. Общая площадь — 20 000 м². Ориентировочная дата сдачи проекта — лето 2015 года.

## Организации
Образовательные учреждения
- Новосибирский государственный технический университет
- Новосибирский технологический техникум питания

Другое
- МетроМаркет, торговый центр
- Геос, бизнес-центр
- Арена, бар

## Транспорт
На углу проспекта Карла Маркса и Геодезической улицы находится вход на станцию метро Студенческая, также на улице расположена остановка наземного транспорта «Метро Студенческая», обслуживаемая автобусами и маршрутными такси. Кроме того, улицу пересекают трамвайные линии, пролегающие по улице Блюхера; на этой же улице в шаговой доступности от Геодезической улицы находятся две трамвайные остановки по обе стороны от неё.

## Галерея

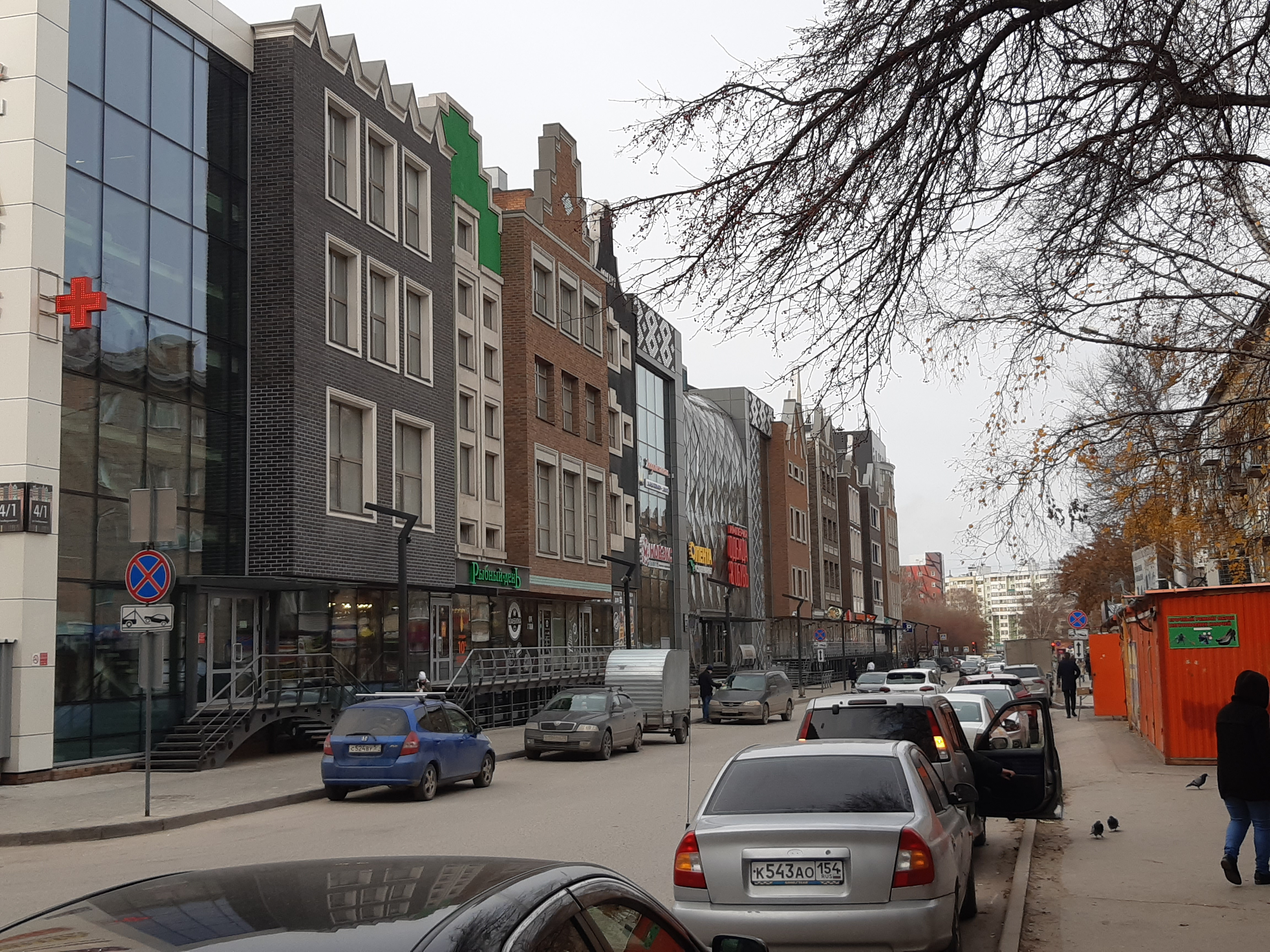
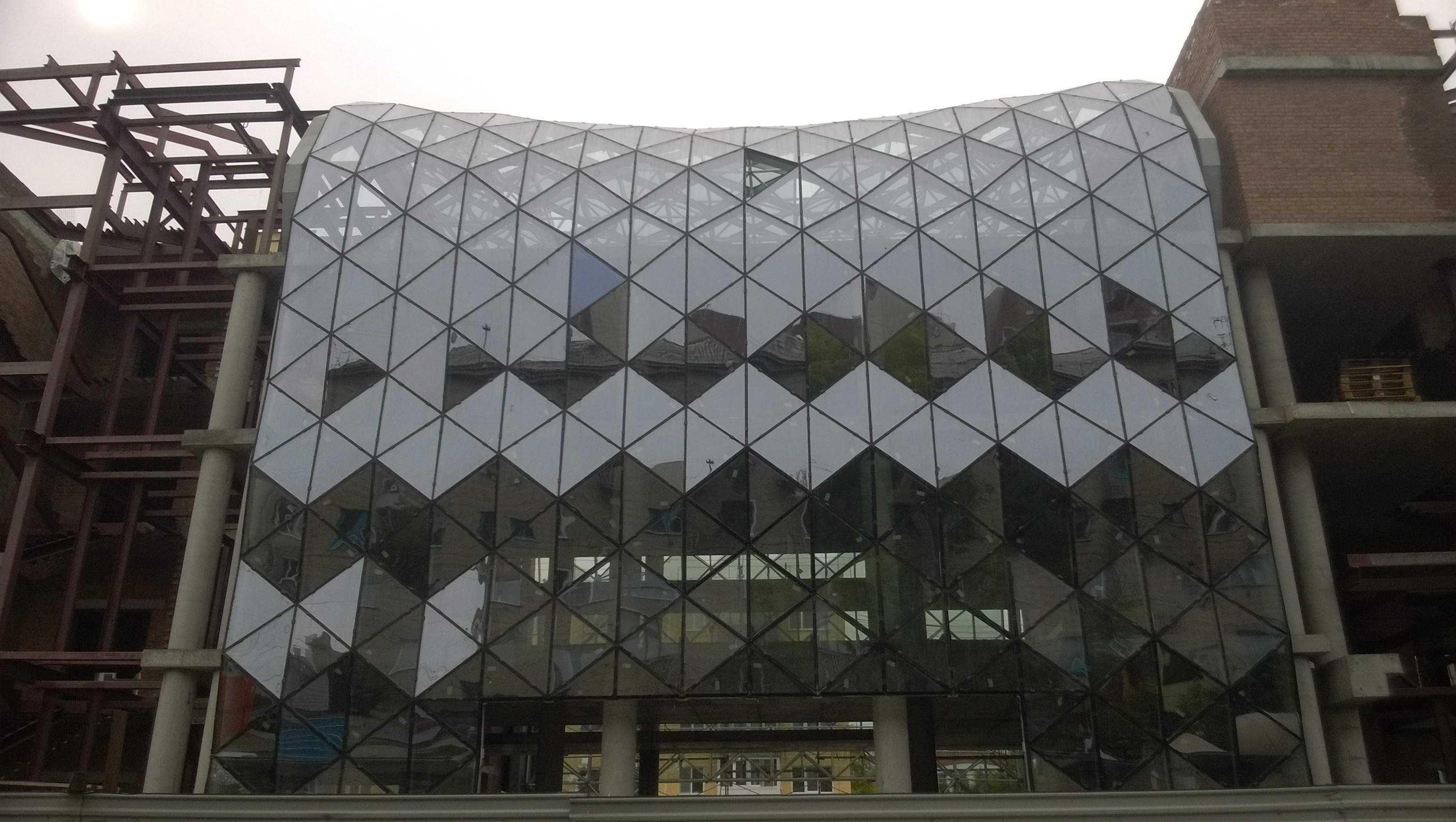
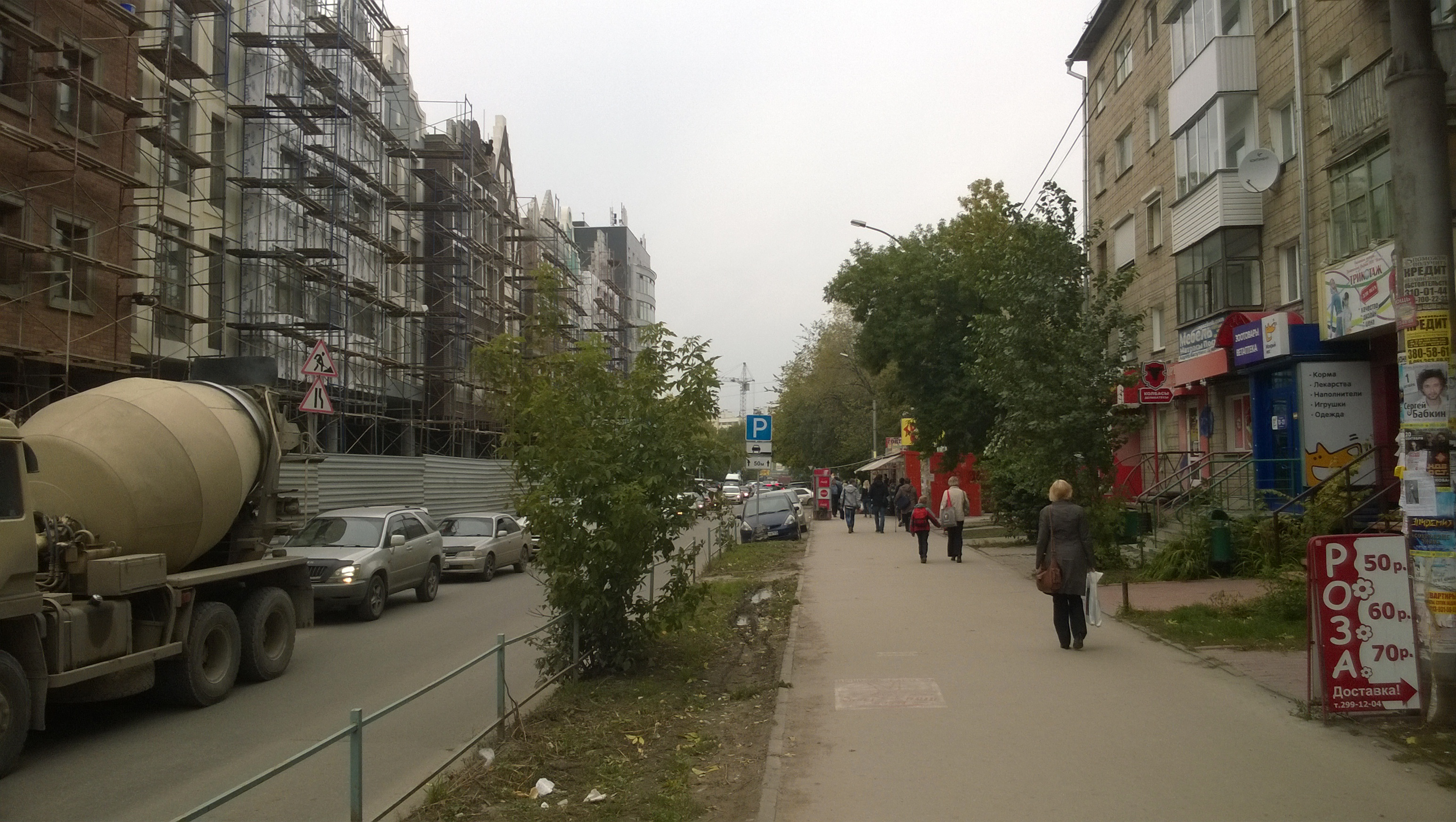
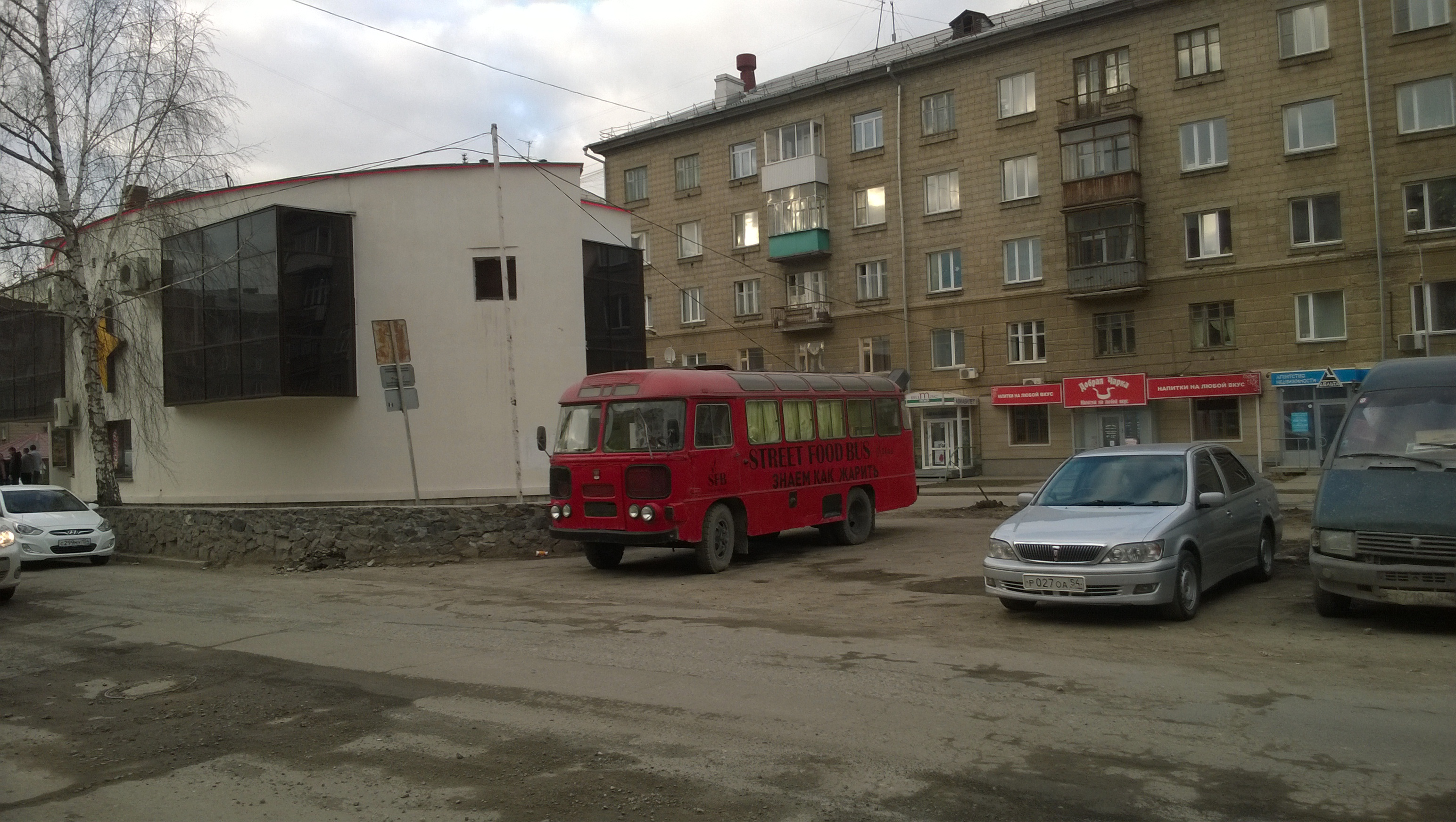